# Gambaiseuil
Gambaiseuil est une commune française située dans le département des Yvelines en région Île-de-France.

## Géographie

### Situation
La commune de Gambaiseuil est située à 35 km à l'ouest de Versailles et à 16 km au nord-nord-ouest de Rambouillet.
Le territoire communal est presque entièrement inclus dans le massif forestier de Rambouillet, à l'exception de la clairière qui abrite le village.

### Hydrographie
Gambaiseuil est irriguée par le ruisseau des Ponts-Quentin, émissaire des étangs de Hollande et affluent de la Vesgre. L'étang Neuf est situé à l'ouest de la commune.

### Communes voisines
Les communes sont : Grosrouvre au nord-est, Saint-Léger-en-Yvelines à l'est et au sud-est, Condé-sur-Vesgre au sud-ouest, Bourdonné à l'ouest-sud-ouest et Gambais au nord-ouest.

### Voies de communication et transports

#### Réseau routier
Le village est traversé par la RD 111, qui mène à Gambais au nord-ouest et Saint-Léger-en-Yvelines au sud-est, et donne naissance à la RD 112 qui mène à Montfort-l'Amaury à l'est.

#### Desserte ferroviaire
La gare SNCF la plus proche est la gare de Montfort-l'Amaury - Méré.

#### Bus
La commune est desservie par la ligne 15 du réseau de bus Centre et Sud Yvelines.

### Climat
Pour des articles plus généraux, voir Climat de l'Île-de-France et Climat des Yvelines.
En 2010, le climat de la commune est de type climat océanique dégradé des plaines du Centre et du Nord, selon une étude du CNRS s'appuyant sur une série de données couvrant la période 1971-2000. En 2020, Météo-France publie une typologie des climats de la France métropolitaine dans laquelle la commune est dans une zone de transition entre le climat océanique et le climat océanique altéré et est dans la région climatique Sud-ouest du bassin Parisien, caractérisée par une faible pluviométrie, notamment au printemps (120 à 150 mm) et un hiver froid (3,5 °C).
Pour la période 1971-2000, la température annuelle moyenne est de 10,4 °C, avec une amplitude thermique annuelle de 14,6 °C. Le cumul annuel moyen de précipitations est de 664 mm, avec 10,8 jours de précipitations en janvier et 7,9 jours en juillet. Pour la période 1991-2020, la température moyenne annuelle observée sur la station météorologique la plus proche, située sur la commune de Saint-Léger-en-Yvelines à 5 km à vol d'oiseau, est de 11,0 °C et le cumul annuel moyen de précipitations est de 706,3 mm,. Pour l'avenir, les paramètres climatiques de la commune estimés pour 2050 selon différents scénarios d'émission de gaz à effet de serre sont consultables sur un site dédié publié par Météo-France en novembre 2022.
| Mois                                  | jan.           | fév.           | mars           | avril         | mai             | juin          | jui.          | août          | sep.          | oct.            | nov.             | déc.             | année      |
| ------------------------------------- | -------------- | -------------- | -------------- | ------------- | --------------- | ------------- | ------------- | ------------- | ------------- | --------------- | ---------------- | ---------------- | ---------- |
| Température minimale moyenne (°C)     | 1,3            | 1,2            | 2,8            | 4,7           | 8               | 11            | 12,7          | 12,6          | 9,9           | 7,6             | 4                | 1,7              | 6,5        |
| Température moyenne (°C)              | 4              | 4,6            | 7,4            | 10,2          | 13,5            | 16,8          | 18,8          | 18,7          | 15,4          | 11,7            | 7,1              | 4,3              | 11         |
| Température maximale moyenne (°C)     | 6,8            | 8,1            | 12,1           | 15,7          | 19              | 22,5          | 24,8          | 24,8          | 20,9          | 15,8            | 10,3             | 6,9              | 15,6       |
| Record de froid (°C) date du record   | −14,2 08.01.10 | −12,9 07.02.12 | −11,8 01.03.05 | −5,3 06.04.21 | −1,2 07.05.1997 | 1,9 04.06.01  | 5,4 07.07.20  | 4 26.08.1993  | 1,2 30.09.18  | −4,2 30.10.1997 | −10,6 24.11.1998 | −11,5 29.12.1996 | −14,2 2010 |
| Record de chaleur (°C) date du record | 15,3 27.01.03  | 20,3 27.02.19  | 25,4 31.03.21  | 28,7 20.04.18 | 30,4 28.05.17   | 35,5 18.06.22 | 41,9 25.07.19 | 39,9 06.08.03 | 35,3 09.09.23 | 28,8 02.10.23   | 20,8 01.11.15    | 17,8 07.12.00    | 41,9 2019  |
| Précipitations (mm)                   | 58,2           | 49,8           | 49,5           | 51,3          | 73,6            | 56,6          | 53,8          | 60,3          | 51,4          | 63,5            | 63,7             | 74,6             | 706,3      |

## Urbanisme

### Typologie
Au 1er janvier 2024, Gambaiseuil est catégorisée commune rurale à habitat dispersé, selon la nouvelle grille communale de densité à sept niveaux définie par l'Insee en 2022.
Elle est située hors unité urbaine. Par ailleurs la commune fait partie de l'aire d'attraction de Paris, dont elle est une commune de la couronne,. Cette aire regroupe 1 929 communes,.

### Occupation des solssimplifiée
Le territoire de la commune se compose en 2017 de 99,32 % d'espaces agricoles, forestiers et naturels, 0,43 % d'espaces ouverts artificialisés et 0,25  % d'espaces construits artificialisés.

### Occupation des sols détaillée
Le tableau ci-dessous présente l'occupation des sols de la commune en 2018, telle qu'elle ressort de la base de données européenne d’occupation biophysique des sols Corine Land Cover (CLC).
| Type d’occupation                             | Pourcentage | Superficie (en hectares) |
| --------------------------------------------- | ----------- | ------------------------ |
| Prairies et autres surfaces toujours en herbe | 1,8 %       | 34                       |
| Forêts de feuillus                            | 58,4 %      | 1125                     |
| Forêts de conifères                           | 31,0 %      | 597                      |
| Forêt et végétation arbustive en mutation     | 8,8 %       | 169                      |
| Source : Corine Land Cover                    |             |                          |

## Toponymie
Le nom de la localité est attesté sous la forme latinisée Gambesiolum[Quand ?], sous la forme romane Gambeseuil[Quand ?], Gambeseul[Quand ?], Gambaiseuil en 1793.
Gambaiseul est le diminutif de Gambais (Gambeis 1179), située à 5 km. C'est un homonyme de Wambez (Oise) et Wambaix (Nord), forme picarde. On y reconnaît le composé germanique *Wan-baki de wan « vide » et bach (comprendre *baki > gallo-roman BACI(A)) « ruisseau », d'où le sens global de « ruisseau épuisé, intermittent » + suffixe diminutif -eolum (comprendre -EOLU).

## Histoire
Le territoire dépendait autrefois de l'abbaye Notre-Dame de Grandchamp.

## Politique et administration

### Liste des maires
| Période                                  | Période  | Identité         | Étiquette | Qualité |
| ---------------------------------------- | -------- | ---------------- | --------- | ------- |
| Les données manquantes sont à compléter. |          |                  |           |         |
| 1925                                     | ?        | Cottin           |           |         |
|                                          |          |                  |           |         |
| mars 2001                                | En cours | Claude Cazaneuve |           |         |

## Population et société

### Démographie

#### Évolution démographique
L'évolution du nombre d'habitants est connue à travers les recensements de la population effectués dans la commune depuis 1793. Pour les communes de moins de 10 000 habitants, une enquête de recensement portant sur toute la population est réalisée tous les cinq ans, les populations de référence des années intermédiaires étant quant à elles estimées par interpolation ou extrapolation. Pour la commune, le premier recensement exhaustif entrant dans le cadre du nouveau dispositif a été réalisé en 2006.

En 2022, la commune comptait 65 habitants, en évolution de +14,04 % par rapport à 2016 (Yvelines : +2,72 %, France hors Mayotte : +2,11 %).
| 1793 | 1800 | 1806 | 1821 | 1831 | 1836 | 1841 | 1846 | 1851 |
| ---- | ---- | ---- | ---- | ---- | ---- | ---- | ---- | ---- |
| 90   | 104  | 105  | 100  | 87   | 94   | 83   | 81   | 69   |

| 1856 | 1861 | 1866 | 1872 | 1876 | 1881 | 1886 | 1891 | 1896 |
| ---- | ---- | ---- | ---- | ---- | ---- | ---- | ---- | ---- |
| 72   | 66   | 70   | 62   | 63   | 74   | 65   | 45   | 47   |

| 1901 | 1906 | 1911 | 1921 | 1926 | 1931 | 1936 | 1946 | 1954 |
| ---- | ---- | ---- | ---- | ---- | ---- | ---- | ---- | ---- |
| 45   | 79   | 90   | 54   | 89   | 50   | 52   | 66   | 44   |

| 1962 | 1968 | 1975 | 1982 | 1990 | 1999 | 2006 | 2011 | 2016 |
| ---- | ---- | ---- | ---- | ---- | ---- | ---- | ---- | ---- |
| 39   | 21   | 23   | 31   | 44   | 54   | 63   | 72   | 57   |

| 2021 | 2022 | - | - | - | - | - | - | - |
| ---- | ---- | - | - | - | - | - | - | - |
| 62   | 65   | - | - | - | - | - | - | - |

#### Pyramide des âges
La population de la commune est relativement âgée. En 2018, le taux de personnes d'un âge inférieur à 30 ans s'élève à 24,5 %, soit en dessous de la moyenne départementale (38 %). À l'inverse, le taux de personnes d'âge supérieur à 60 ans est de 43,9 % la même année, alors qu'il est de 21,7 % au niveau départemental.
En 2018, la commune comptait 34 hommes pour 26 femmes, soit un taux de 56,67 % d'hommes, largement supérieur au taux départemental (48,68 %).
Les pyramides des âges de la commune et du département s'établissent comme suit.
| Hommes | Classe d’âge | Femmes |
| ------ | ------------ | ------ |
| 0,0    | 90 ou +      | 0,0    |
| 0,0    | 75-89 ans    | 8,0    |
| 40,6   | 60-74 ans    | 40,0   |
| 28,1   | 45-59 ans    | 24,0   |
| 6,2    | 30-44 ans    | 4,0    |
| 18,7   | 15-29 ans    | 8,0    |
| 6,2    | 0-14 ans     | 16,0   |

| Hommes | Classe d’âge | Femmes |
| ------ | ------------ | ------ |
| 0,6    | 90 ou +      | 1,4    |
| 6      | 75-89 ans    | 7,8    |
| 13,5   | 60-74 ans    | 14,8   |
| 20,7   | 45-59 ans    | 20,1   |
| 19,6   | 30-44 ans    | 19,9   |
| 18,5   | 15-29 ans    | 16,8   |
| 21,2   | 0-14 ans     | 19,2   |

## Économie
- Forêt.
- Tourisme.

## Culture locale et patrimoine

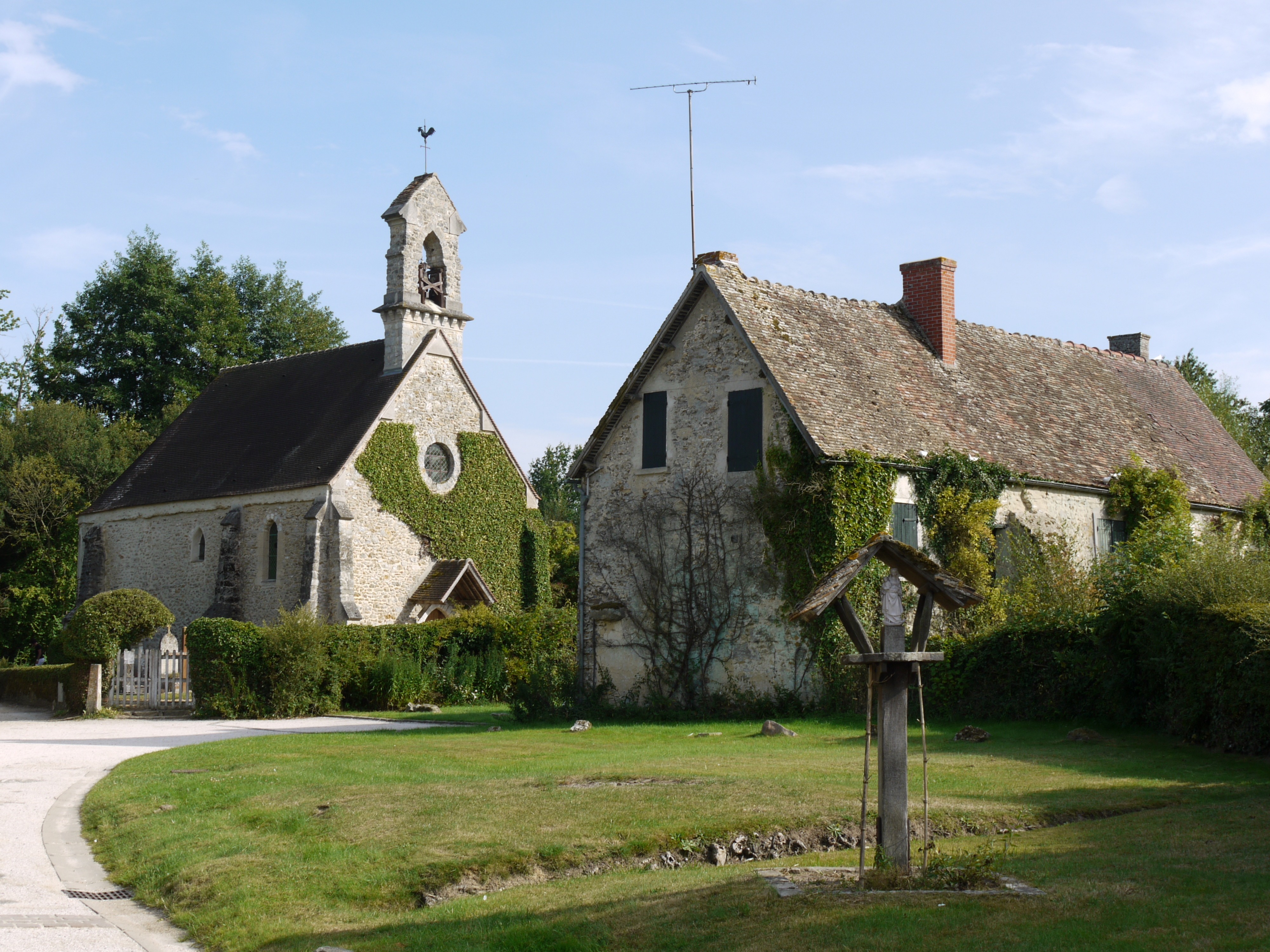
L'église Sainte-Croix.

### Lieux et monuments
- L'église Sainte-Croix est un édifice en pierre meulière du XIIe siècle, remanié au XVIe. Le clocher-mur a été construit en 1913[21].
- Château de Gambaiseuil du XIXe siècle, propriété privée.

### Environnement
La commune compte plusieurs zones naturelles d'intérêt écologique, faunistique et floristique de type I : 
- Les landes à Callunes au Nid de l'Etang Neuf : site classé sur  une surface de 14 hectares.
- Les aulnaies tourbeuses de Gambaiseuil : site classé sur  une surface de 33 hectares.
- La prairie humide de Gambaiseuil : site classé sur une surface de 35 hectares.

## Personnalités liées à la commune
- Paul Fort (1872-1960), poète et dramaturge, a séjourné à Gambaiseuil en 1914[22].